# 河向ふの青春
『河向ふの青春』（かわむこうのせいしゅん）は、音画芸術研究所が1933年に製作し、東和商事が配給した日本映画である。
音画芸術研究所の大村英之助の従兄でもある植村泰二が経営するPCL映画製作所のスタジオで製作された。	初期のトーキー映画の実験的作品である。

## 内容
借金を抱えた農家出身の身売りされる娘と都会の工場で働く青年労働者が主役という異色作。検閲では、工場の争議なども描かれたことで、台本の本文96ページのうち18ページが削除された。
日本プロレタリア映画同盟のメンバーでありながら京都で脚本家として活躍していた松崎啓次が原作を書き、同盟非公然メンバーの映画監督木村荘十二が演出。日本プロレタリア映画同盟と縁のある左翼劇場出身の滝沢修、信欣三、宇野重吉が出演した。
日本プロレタリア映画同盟のアマチュアのメンバーや松崎啓次の知人であった瀧口修造が製作に協力し、そのままPCL映画製作所に入社した。